# Ledomyia volucris
Ledomyia volucris är en tvåvingeart som beskrevs av Boris Mamaev 1972. Ledomyia volucris ingår i släktet Ledomyia och familjen gallmyggor. Inga underarter finns listade i Catalogue of Life.